# Театар фест Петар Кочић
Међународни фестивал позоришта Театар фест Петар Кочић је културна манифестација Републике Српске која за циљ има популаризацију позоришне умјетности, првенствено презентацију монодраме, а одржава се у Бањалуци сваке године током мјесеца маја.

## Историјат
Међународни фестивал позоришта Театар фест Петар Кочић, по специфичној форми представља јединствен позоришни фестивал, како у Републици Српској, тако и у цијелој Босни и Херцеговини. Театар фест заузима значајно мјесто на културној сцени Босне и Херцеговине и Републике Српске, а посебно у домену едукације и стварања позоришне публике у Бањалуци. Театар фест представља међународно окупљање малдих, професионалних умјетничких скупина из Босне и Херцеговине и свијета који се организује у алтернативним позоришним изразима. театар фест је јединствен интернационални фестивал који има за циљ пружање могућности размјене у оквиру културе између Босне и Херцеговине, регије и свијета. Позоришна дјела нису жанровски усмјерени.
Програм теаратр феста јесу извођење представа које долазе у први план оваквог типа пројекта. Представе изводе извођачи који се углавном огледају у народним позориштима који пошаљу своје пријаве за учешће у фесту. Од значајних позоришта који су до сад учествовали су: Народно позориште Републике Српске, Народно позориште Београд, Народно позориште Тоша Јовановић из Зрењанина, Српско народно позориште из Новог Сада, Хрватско народно казалиште и Народно позориште Лесковац. Поред ових активности ту су и промоције кљига, као и додјеле награда за најбољу представу и глумца и глумицу. Године 2016. за најбољу представу је изабран комад под називом Дух који хода у извођењу Српског народног позоришта из Новог Сада у режији Дејана Дуковског.

## 2017
На одржаном 20. јубиларни Театар фест који је трајао од 17. до 24. маја. 2017. године као и претходних година учествовали су позоришта из Србије, Црне Горе, Хрватске, Македоније и домаћина фестивала Републике Српске.
Жири 20. Театар феста Петар Кочић, у саставу: Наташа Иванчевић, Александар Пејаковић и Небојша Брадић, оцјењивао је шест представа у овогодишњој такмичарској групи, који су се представили у 7 дана, колико је трајао овај догађај.
Најбољом на 20. Театар фесту Петар Кочић проглашена је представа Чувари твог поштења Градског позоришта Подгорица, а редитељ ове представе Борис Лијашевић добио је награду за најбољу режију. Награда за најбољу женску улогу припала је Јадранки Ђокић из представе Плућа Егзит театра и Градског позоришта Сисак, a награду за најбољу мушку улогу припала је Борису Исаковићу из представе Ново доба београдског Битеф театра и сарајевског Арт Хуба.
Награда за најбољи текст додијељена је Вуку Бошковићу за драмски текст у представи Ново доба.
Специјалне награде додијељене су Јелени Петровић из представе Јесења соната Град театра Будва и Атељea "212" и Јелени Гавриловић из представе Moje дете Београдског драмског позоришта.
Осим ових, додијељена је и награда за најбољу монодраму овогодишњег првог Фестивала монодраме младог глумца, у оквиру којег је изведено шест монодрама. Најбољом је оцијењена монодрама Род и дом аутора Сафета Сијарића у драматизацији Хасана Џафића, Театра Кабаре из Тузле, у извођењу Ирфана Касумовића и режији Владе Керошевића. Жири првог Фестивала монодраме младог глумца радио је у саставу: Младен Миросављевић, Слађана Човичковић и Раденка Шева.